# 芸北高原大佐スキー場

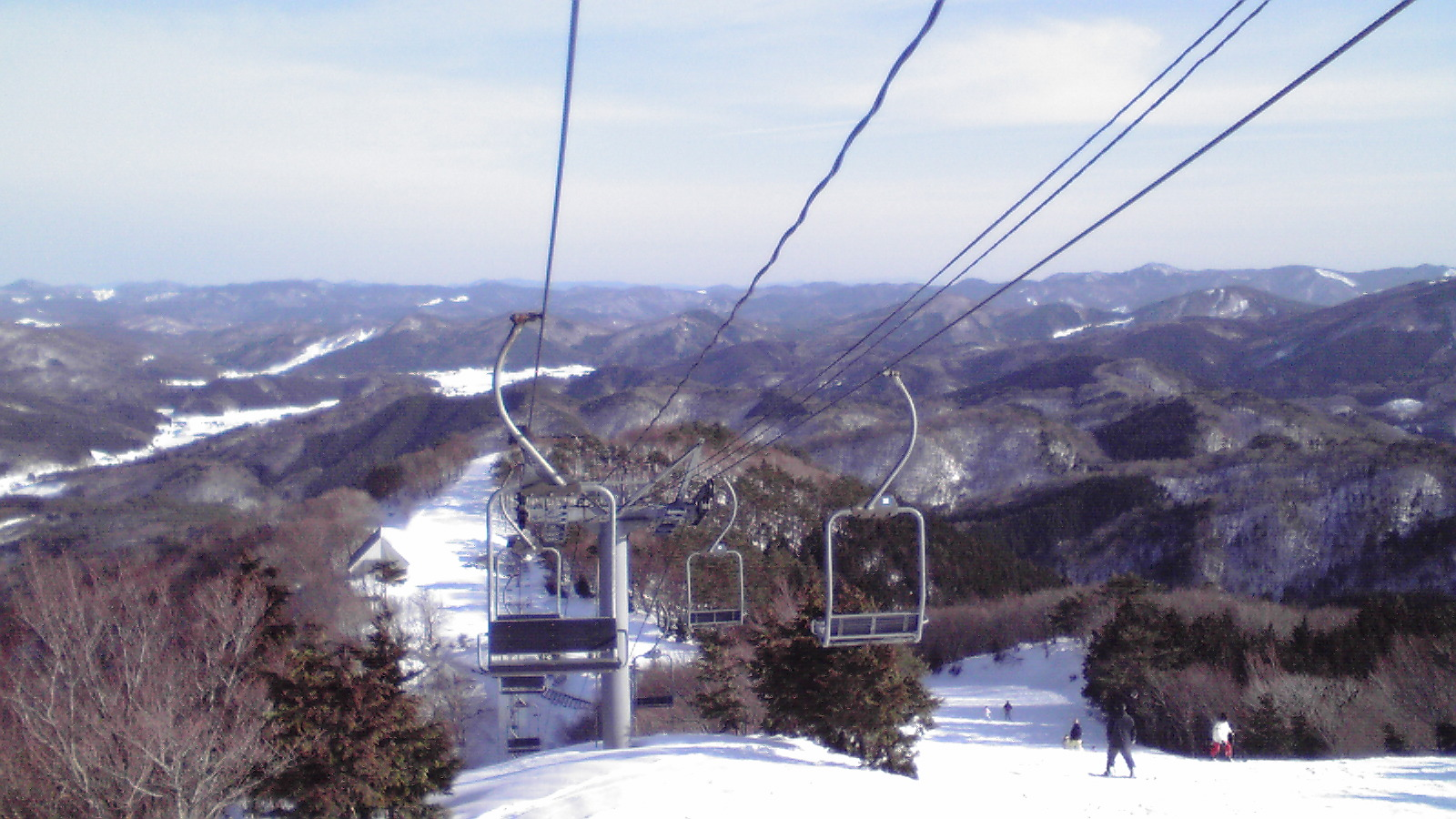
里見尾根コース

芸北高原大佐スキー場（げいほくこうげんおおさスキーじょう）は、広島県北広島町荒神原にあるスキー場。もともと牧草地であったところを転用した400mにも及ぶワイドなメインゲレンデが特徴である。

## アクセス
- 戸河内インターチェンジ（中国自動車道）より、約30キロ。
- 千代田インターチェンジ（中国自動車道）より、約40キロ。

## コース
プラッツ前ゲレンデ、センターコース、レストハウス前ゲレンデ、チャンピオンコース、ジャイアントコース、OFF PISTEコースの6コースがある。
- 最上部の里見尾根コースは2011-12シーズンより閉鎖。

## リフト
- シングルリフト：3基（1基廃止）　
  - 第1リフト (391m、廃止）
  - 里見第1,2リフト (655m)並行している
- ペアリフト：5基（1基廃止）
  - 第2リフト (382m)
  - 第3リフトA線B線 (369m)
  - 第4リフトA線B線 (375m)
  - 第9リフト (639m,廃止）里見尾根コースに沿うリフトだった